# Orthostichidium quadrangulare
Orthostichidium quadrangulare là một loài Rêu trong họ Pterobryaceae. Loài này được (Schwägr.) B.H. Allen & Magill mô tả khoa học đầu tiên năm 2007.